# Temperatura potenziale equivalente
La temperatura potenziale equivalente, conosciuta anche come temperatura pseudopotenziale, è la temperatura che avrebbe una particella d'aria che, tramite il sollevamento, dopo aver esaurito il calore latente di condensazione venisse riportata alla quota di 1 000 hPa seguendo l'adiabatica secca. Viene indicata con l'abbreviazione Tp oppure Theta-e {\displaystyle \left(\theta _{e}\right)} ed è un importante parametro per determinare la stabilità di una massa d'aria.

## Spiegazione
Si immagini una massa d'aria umida che inizi a muoversi verso l'alto; fin quando non diverrà satura (umidità relativa pari a 100%) essa si raffredderà con un tasso pari a circa 1 °C ogni 100 m (il cosiddetto "gradiente termico adiabatico secco"). Una volta raggiunta la saturazione, il tasso di raffreddamento sarà mitigato dal calore liberato durante la condensazione del vapore (calore latente di condensazione); esso corrisponde al "gradiente termico adiabatico saturo" ed è pari a circa 0,6° ogni 100 m.
Quando la massa d'aria in questione avrà condensato tutto il vapore, si immagini di portarla alla quota del suolo (fissata, per convenzione, a 1000 hPa). Il riscaldamento che subirà durante la discesa avverrà secondo il tasso del gradiente adiabatico secco (circa 1 °C ogni 100 m); la temperatura che avrà alla fine del processo corrisponde alla temperatura potenziale equivalente.

## Temperatura potenziale equivalente e instabilità dell'aria
Quando in un determinato punto vi è un forte gradiente verticale di vapore positivo tra due strati di aria sovrapposti, essa diviene instabile. La determinazione della temperatura potenziale equivalente permette di stimare l'eventuale instabilità: se nei bassi strati è presente aria più secca rispetto a quella in quota, {\displaystyle \theta _{e}} aumenterà man mano che si salirà in quota (atmosfera in equilibrio stabile per aria satura). Viceversa, la temperatura potenziale equivalente diminuirà con la quota se aria umida è sovrastata da aria secca.